# Xylosma martinicense
Xylosma martinicense är en videväxtart som först beskrevs av Carl Karl Wilhelm Leopold Krug och Urban, och fick sitt nu gällande namn av Ignatz Urban. Xylosma martinicense ingår i släktet Xylosma och familjen videväxter. Inga underarter finns listade i Catalogue of Life.